# اوربی امانوئلسن
اوربی ویتوریو دیگو امانوئلسون (هلندی: Urby Vitorrio Diego Emanuelson؛ زادهٔ ۱۶ ژوئن ۱۹۸۶)، مدافع چپ و هافبک اوترخت است. او یکی از محصولات آکادمی فوتبال آژاکس به حساب می‌آید. در زمان نقل و انتقالات زمستانی فصل ۱۱–۲۰۱۰ بعد از حدود ۱۶ سال باشگاه آژاکس را به مقصد میلان ترک کرد.